# Opuzen
Opuzen je grad u Dalmaciji, Hrvatskoj. 

## Gradska naselja
U sastav Grada Opuzena ulaze Buk Vlaka, naselje uz desnu obalu Male Neretve (prema popisu iz 2001.) te Pržinovac.

## Zemljopisni položaj
Grad Opuzen nalazi se 10 km jugozapadno od Metkovića te 12 kilometara uzvodno od ušća rijeke Neretve koja se počevši od Opuzena račva se u dvanaest rukavaca. Kraj oko Opuzena poznat je po uzgoju povrća i voća, u prvom redu mandarina i kivija.
Nalazi na svojevrsnom otoku Posrednici koji se spominje se još u danima Dubrovačke Republike, a zabilježio ga je Vincenzo Coronelli na karti toka rijeke Neretve od Čitluka (današnje Gabele) do ušća s tlocrtom Forte Opusa (Isolario dell'Atlante Veneto, tomo II, 1696., str. 157.). 
Zabilježeno je da je potkraj listopada 1471. Vlatko Hercegović Kosača bio u sukobu s Dubrovačkom Republikom oko Posrednice.
Dobar dio uvoza i izvoza srednjovjekovne bosanske države išao je dolinom Neretve na čijem je ušću nastalo nekoliko trgova, među kojima je bila i Posrednica.
Otok, trgovište i naselje Posrednica ime duguju položaju (posrednica, ‘otok posred rijeke’; Vego 1957: 95), a u povijesnim se izvorima nalazi i naziv Posrinica (*Posridnica) ili scollium Posternica (‘školj, otok Posrednica’). Moguće je da je potonje ime odraz kasnolatinskoga deminutiva posterŭla (< lat. postĕra ‘tajna vrata’) što je usporedivo s imenom Pustijerna, kako se naziva južni dio Dubrovnika.

## Klima
Opuzen ima sredozemnu klimu s vrućim ljetima i blagim, kišovitim zimama. Ljetne temperature se kreću između 25 °C i 30 °C, dok zimske temperature rijetko padaju ispod 0 °C, s prosječnim zimskim temperaturama od 5 °C do 10 °C. Godišnja količina oborina iznosi oko 1200 mm, s najviše kiše u jesen i zimu. Rijeka Neretva utječe na mikroklimu, regulirajući temperaturu i vlažnost zraka. Najviša maksimalna dnevna temperatura izmjerena je 23. kolovoza 2000. i iznosi 40 °C, dok je najmanja izmjerena 12. siječnja 1985. i iznosi je –9,5 °C.

## Povijest

### Naziv mjesta
Povijest Opuzena seže u razdoblje prvih dana Dubrovačke Republike gdje se spominje kao otok Posrednica, trgovište solju i emporij. Postoji nekoliko pretpostavki o nastanku imena Opuzen od kojih je napoznatija ona po kojoj je Opuzen dobio naziv po tvrđavi Fort Opus koju su Mlečani sagradili 1684. godine na ruševinama ostataka pentagonalne kule pod nazivom Koš, čiji bedem i danas krasi stari dio grada. Središte starog dijela grada predstavlja klasični rimski forum - pjaca, sa župnom crkvom sv. Stjepana, koja je sagrađena na mjestu nekadašnje kapelice i crkvice nastradale u požaru, a kasnije početkom turskih osvajanja i dolaskom izbjeglica iz Čitluka (današnja Gabela) koji su sa sobom donijeli i kip svog zaštitnika, crkva poprima današnji naziv i dograđena je 1883. godine u neoklasicističkom stilu.
Prema jednoj teoriji ime mjesta došlo je bi od utvrde koju su Forte Opus. Nestankom utvrde i vojničkog logora koji je bio u blizini nestala je riječ Forte pa je ostao samo Opus kojem je dodan sufiks – en, i s tim je formuliran današnji oblik imena Opuzen.
Druga vjerodostojnija pretpostavka govori kako se u imenu Opuzen ne krije latinski, već hrvatski korijen. Otok Posrednica na kojem leži današnji Opuzen nosilo je ime Opus, kako je to vidljivo iz Coronelijevih karata Neretve. 
No, još prije Jakov Petar Lukarić (1551. – 1615.) (Luccari) naziva utvrdu Koš Opusena. Otok je nastao od mulja kojeg je rijeka nanosila i taložila te je bio sklizak, tj. opuzljiv. Na tom mjestu strateški važnom sagrađena je utvrda Koš upravo zbog nepristupačnosti. Blato i močvara omogućavali su relativno maloj posadi da dugo odolijeva raznim napadačima, pa je kao i nešto udaljenija Kula Norinska i ova tvrđava imala visoke bedeme, ali su upravo radi takvog sastava tla kroz stoljeća postupno tonuli sve dublje i danas naziremo samo njihove ostatke.
Zbog nepristupačnosti taj dio tijeka rijeke Neretve, narod ga je nazvao Opuzina ili Opuz, što je ostalo i u današnjoj terminologiji pučkog govora Neretvanske doline. Mletački naziv Forte Opus značio bi utvrda Opus ili Opuz, tj. utvrda postavljena na mjestu Opuz.

## Administracija i politika
Gradonačelnik Opuzena je Ivo Mihaljević (HDZ).

## Demografija
U gradu Opuzenu prema popisu stanovništva iz 2001. obitava 3242 stanovnika podijeljena u dva gradska naselja, a u samom Opuzenu obitava 2 730 stanovnika. Prema popisu iz 2011., broj stanovnika se neznatno promijenio: na području grada 3 254 stanovnika, a u samom Opuzenu 2 729 stanovnika.

### Kretanje broja stanovnika za Opuzen
| broj stanovnika | 512   | 547   | 630   | 816   | 928   | 1004  | 928   | 963   | 1165  | 1317  | 1538  | 2235  | 2765  | 3458  | 3242  | 3254  | 2838  |
|                 | 1857. | 1869. | 1880. | 1890. | 1900. | 1910. | 1921. | 1931. | 1948. | 1953. | 1961. | 1971. | 1981. | 1991. | 2001. | 2011. | 2021. |

| broj stanovnika | 512   | 547   | 630   | 816   | 928   | 1004  | 928   | 963   | 1165  | 1270  | 1470  | 1742  | 2308  | 2778  | 2730  | 2729  | 2355  |
|                 | 1857. | 1869. | 1880. | 1890. | 1900. | 1910. | 1921. | 1931. | 1948. | 1953. | 1961. | 1971. | 1981. | 1991. | 2001. | 2011. | 2021. |

## Vjerski život
U Gradu Opuzenu smještena je Župa Svetog Stjepana Prvomučenika, sa župnom crkvom na glavnom gradskom trgu. Između ostalim na službi u Župi su bili i svećenici Petar Kovačić, Ante Klarić, Jozo Bebić, Mate Kaleb, Vinko Sanader, Stjepan Jerković.
Ante Salacan, Nikola Juračić, Mihael Prović, Jure Bjeliš su svećenici, i Mila Deak časna sestra služavka malog Isusa iz Opuzena.

## Sakralni objekti

### Župna crkva Svetog Stjepana
Sagrađena je doprinosom župljana te novcem Vjerozakonske zaklade u Zadru 1883. na mjestu manje crkve, podignute 1716. godine u čast sv. Stjepana prvomučenika. Bogoslužje se u njoj obavlja od blagoslova 1884., a biskup Nakić ju je blagoslovio 13. lipnja 1897., nakon par godina uređenja. Crkva u trlocrtu ima oblik latinskog križa, a unutrašnjost ima elemente baroknog stila s mramornim oltarima. Podignuta je od bijelog kamena, a na začelju je 30 metarski zvonik. Duljina crkve iznosi 25, širina lađe 8, a raspon krakova križa 15 metara. Za vrijeme župnika don Ante Klarića 1966. drveni je kor zamijenjen betonskim i 1969. su postavljene orgulje majstora Jenka iz Ljubljane. Djelomične promjene doživilo je svetište 1972., a prema smjernicama Drugog vatikanskog koncila. Glavni je oltar napravljen od kararskog mramora, a prema nacrtu splitskog arhitekta Emila Vecchiettija 1894. ga je izradio majstor Bilinić iz Splita. Pored njega su mramorni kipovi sv. Stjepana i sv. Roka. U crkvi su dva pomoćna oltara. Prvi je Gospin oltar iz 1932. na kojem mjestu prije nalazio drveni barokni oltar. Na njemu je Gospina slika nepoznatog autora iz 18. stoljeća, a oltar je djelo Splićana Ante Jurjevića i Ante Dujmovića. Drugi je oltar sv. Ante, podignut 1894., djelo Pavla Bilinića iz Splita. Na zidu svetišta je slika na platnu Kamenovanje sv. Stjepana, djelo Filipa Naldija iz 1752.

### Crkva Svetog Roka
Nalazi se na groblju, pored utvrde Brštanik. Podignuta je u drugoj polovici 18. stoljeća. Godine 1893. produžena je za 4 metra i u visinu podignuta za 2 metra, tako da današnje dimenzije iznose: dužina 12,40, širina 5,74 i visina 5 metara. Preslica za tri zvona, kameni okvir rozete i pragovi za vrata i prozore djelo su klesara Petra Juričevića iz Korčule. U istoj prigodi nabavljen je kip sv. Roka, a ponad vrata postavljena je ploča s natpisom o obnovi i popravku. Drveni je kor za vrijeme župnika Klarića 1967. zamijenjen betonskim, a župnik Bebić je 1972. preuredio svetište i postavio oltar prema narodu. U crkvi su slike Srca Isusova i Srca Marijina, djela G. B. Filippija iz Verone 1855., te slike Bezgrješnog Začeća, sv. Roka i sv. Ivana Krstitelja

## Kultura i šport

### Kultura

#### Kulturne ustanove
Mletačka Republika nije vodila brigu oko opismenjavanja ne samo Neretve već svih osvojenih krajeva, a samom svećenstvu nije bilo dopušteno poučavanje. Padom Mletačke Republike i dolaskom Austrije započelo je s opismenjavanjem. 
Pučka škola u Opuzenu otvorena je 28. svibnja 1798. godine. Ovo je bila jedina škola u Neretvi do 1845. godine kada se u Metkoviću otvorila pučka škola a krajem 19. stoljeća i ostalim mjestima Neretve. 
Prema vladinoj odredbi iz 1823. opuzenska škola spadala je u nižu pučku školu. Do 1840. godine učitelji su isključivo bili svećenici a od te godine i civili. U prvoj polovici 19. stoljeća imala je dva razreda. U Opuzenu je 1888. otvorena i posebna ženska škola. Ove dvije spojene su u jednu oko 1895. godine. Do 1912. nastava se održavala u privatnim kućama kao u kući obitelji Grossi, obitelji Šarić i Aničić. 
Školska zgrada sagrađena je 1912. nasuprot općinske zgrade. Od 1942. godine škola nosi naziv Stjepan Filipović. Nova školska zgrada radi nedostatka prostorija u staroj sagrađena je 1981. godine zajedno sa športskom dvoranom. 
Osnovna škola također je osnovana i u Podgradini 1922. godine a nastava se održavala u privatnim prostorijama obitelji Luje Matage. Ova škola je otvorena kao područna škola jer u samom Opuzenu već tada nije bilo prostora za sve đake. Poslije drugog svjetskog rata nastava se održavala u kući Jure Bjeliša Lule, te ponovno kod Luje Matage. 
Nakon što je sagrađen Dom kulture nastava se počela održavati u njemu za prva četiri razreda a viši razredi bili su u Opuzenu. Ova područna škola prestala je s radom 1981. godine kada je otvorena nova zgrada škole. 
U Opuzenu je također djelovala i pletarska škola osnovana 1905. godine. U početku je bila zamišljena kao zanatska obrtnička škola. U njoj se izučavalo pletenje košara od pruća, a kasnije izrada namještaja od plemenitog materijala. Zbog nedostatka učenika prekinula je s radom 1. listopada 1959. godine, kad se otvara srednja poljoprivredna škola, no i ona zbog nedostatka đaka biva zatvorena nakon nekoliko godina. Također u Opuzenu je djelovala i građanska škola otvorena 1928. godine no ubrzo je prestala s radom zbog nezainteresiranosti. 
U kulturnom životu mjesta veliku ulogu odigrala su razna društva poput: Hrvatska neretvanska sloga osnovana 1890. godine, a ukinuta 1925. godine, Pučka čitaonica osnovana 1908. godine a prekinula s radom 1914. godine, Hrvatski sokol, Jugoslavenski sokol, Hrvatski katolički orao, Hrvatsko kulturno društvo Napredak, Seljačka sloga i neka druga. 
Od vjerskih društava treba istaknuti udrugu Vječnog Ružarija i Društvo Srca Isusova za naknadnu svetu pričest. No, najviše pažnje od svih ostalih društava plijeni bratovština Presvetog Sakramenta. Osnovana je 1759. godine na poticaj makarskog biskupa Stjepana Blaškovića. Najstarije je vjersko društvo u Neretvi. Njezina pravila i zapisnici danas se nalaze u župskom uredu. U početku je bratovština imala 22 člana, no 1840. godine broj članova je porastao na 70. Nije bila privilegirana niti za jedan sloj, tako da su članovi bili iz raznih staleža, od priprostih težaka do značajnih i uglednih ljudi. Također vrijedno je spomenuti da su u bratovštini bile i žene. 
Na glavnom oltaru nalazi se barokna slika Bogorodice, rad nepoznatog majstora mletačke škole iz 1752.god.
Nedaleko od Opuzena iznad Podgradine nalaze se ostatci srednjovjekovnoga grada Brštanika koji je 1382.god dao podići bosanski kralj Tvrtko. Brštanik su u XV.stoljeću srušili Turci, a poslije su ga obnavljali Mlečani i Austrijanci.
Pomoćni splitski biskup Vicko Cima 1858. u pohodu spominje bratovštinu s 40 članova. Početkom 20. stoljeća bratovština se skoro raspala pa se stoga krenulo na obnovu. 
Sastavljen je novi pravilnik kojeg je Biskupijski ordinarijat potvrdio 1907. godine. Novoupisanih u novoformiranu bratovštinu bilo je oko 114. Pravila su još jednom reformirana 1934. godine a bratovština djeluje i danas i ima oko 30 članova
Posebno važni kulturni događaji vezani za grad Opuzen i okolicu, a istovremeno povezani s turističkom ponudom grada jesu "Opuzensko lito" i festival zabavne glazbe "Melodije hrvatskog juga" (od 1994.). Ipak od svih kulturnih i športskih priredaba nastalih u opuzenskoj radionici zasigurno je jedna od najatraktivnijih športskih manifestacija uopće "Maraton lađa". Taj športski spektakl - veslanje 22,5 km tokom Neretve osmišljen je upravo u Opuzenu od članova opuzenske udruge KUUNGO - (Kulturno umjetnička udruga Neretvanski gusari Opuzen), postao je sveneretvanski športski događaj koji plijeni atraktivnošću.U utrci sudjeljuje oko 35 lađa svake godine iz doline Neretve i svijeta.

### Šport
- Nogometni klub "Neretvanac", osnovan 1932. godine
- RK Opuzen, osnovan 1977. godine.
- ŽRK Neretvanka Opuzen, osnovana 1989.

## Znamenitosti
- Brštanik, mletačka građevina na mjestu srednjovjekovnog grada na lijevoj obali Neretve
- Spomenik podignut 1885. u znak dovršenja regulacije korita Neretve
- Stari most, jednolučni željezni most izveden 1887. u sklopu projekta regulacije rijeke Neretve, duljine 42 m, zaštićeno kulturno dobro Republike Hrvatske[15][16]

## Obrazovanje
Grad Opuzen je među prvima u Dalmaciji prije više od dvjesto godina (otvorena 18.svibnja 1798.) imao osnovnu školu, koja je iznjedrila mnoge intelektualce. Danas u Opuzenu osim osnovne ponovno djeluje i srednja škola (koja je ukinuta sedamdesetih godina) sa smjerovima poljoprivredni tehničar i komercijalist. U Opuzenu je također dostupno i pohađanje fakulteta u obiliku ogranka sveučilišta Split.

## Poznate osobe
- Stjepan Filipović, narodni heroj Jugoslavije
- Stanko Parmać, narodni heroj Jugoslavije, prvi direktor nekadašnjeg PIK-a "Neretva"
- Živko Ključe, hrvatski kontrabasist, melograf, pedagog i skladatelj
- Željko Babić, bivši hrvatski rukometaš te bivši izbornik hrvatske rukometne reprezentacije
- Joško Popović, bivši hrvatski nogometaš

## Događanja
- Zen Opuzen - festival ulične umjetnosti
- Melodije hrvatskog juga - festival zabavne glazbe

## Zanimljivosti
Na svečanom otvorenju "Godišnje izložbe ostvarenja hrvatskih arhitekata 2008.", u zadarskoj Gradskoj loži su dodijeljene nagrade Udruženja hrvatskih arhitekata (UHA) za najuspješnija autorska ostvarenja hrvatskih arhitekata u pet kategorija realiziranih u protekloj godini u Hrvatskoj u kategoriji najuspješnijeg ostvarenja na području oblikovanja i unutrašnjeg uređenja u 2008.  nagradu "Bernardo Bernardi" dobio je prof. Nenad Fabijanić za uređenje Trga kralja Tomislava u Opuzenu.

## Vanjske poveznice
- Službene stranice grada Opuzena